# Smalahove

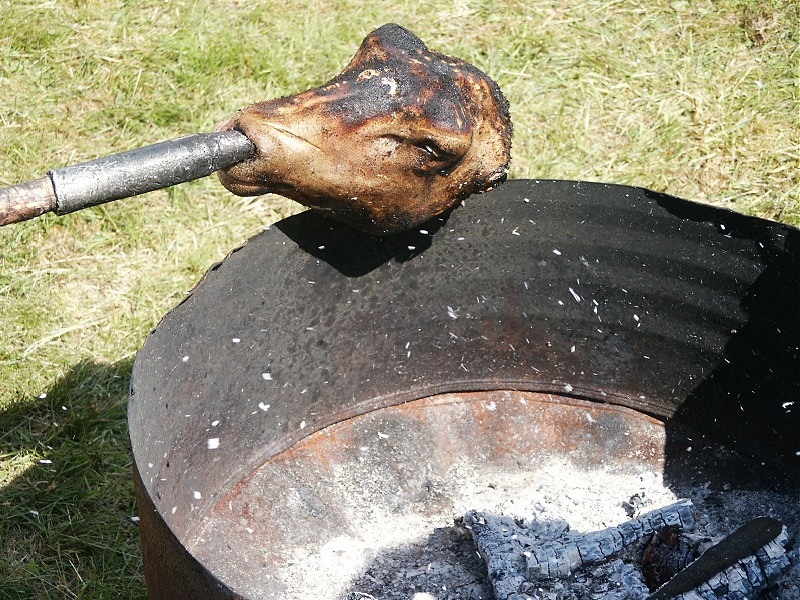
Sengen von Smalahove

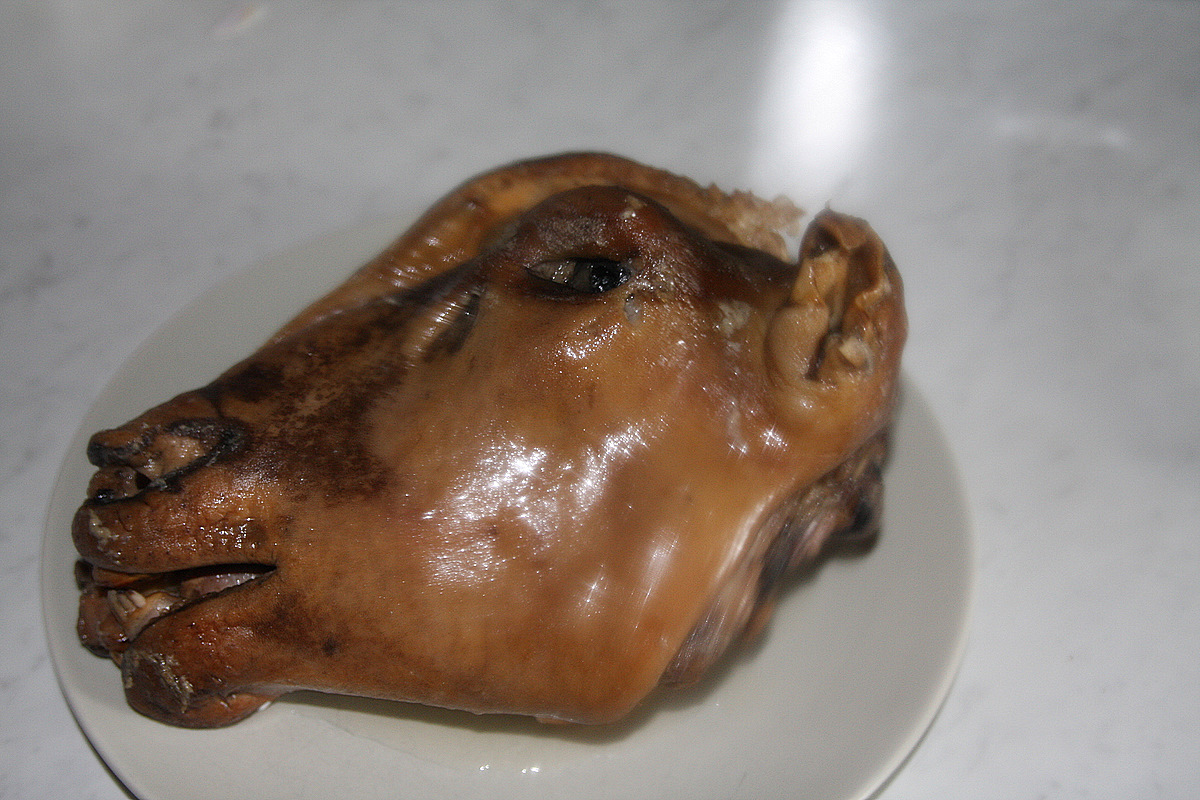
Smalahove zum Servieren bereit

Smalahove, smalehovud oder sau(d)ehau(d) sind Köpfe von Lamm oder Schaf, die als traditionelles Gericht in West-Norwegen zubereitet werden. Es handelt sich um ein Gericht mit langer Tradition im Westen Norwegens, wo man typischerweise alles Essbare vom Tier verwertet. Galt das Gericht früher als Essen für arme Leute, stellt es heute eine beliebte Festspeise und Delikatesse dar.

## Geschichte und traditionelle Zubereitung
Das Gericht war ursprünglich ein Alltagsgericht oder „Arme-Leute-Essen“, zu welchem Sauermilch oder Saft getrunken wurde. Beim Festmahl wurde Bier gereicht. Die Schafe wurden in der Regel zuhause auf dem Bauernhof geschlachtet und man sengte die Wollreste am Kopf über offener Flamme ab. Das hierzu benutzte Holz musste von Laubbäumen wie Erle oder Birke stammen. Nachdem der Kopf abgesengt war, wurde er in der Mitte geteilt und unerwünschte Inhalte (z. B. das Gehirn) entfernt. Der Kopf wurde bis zum nächsten Tag gewässert und für einige Tage in Salz eingelegt. Danach war es üblich, das Smalahove für einige Stunden zu räuchern. Dies ist optional und nicht überall in Westnorwegen Tradition. Salzen (und Räuchern) waren wichtig, damit sich das Smalahove einige Monate essbar hielt, weil es keine Einfriermöglichkeiten gab. Dennoch musste auf eine kühle Lagerung des Fleisches geachtet werden. Unmittelbar vor dem Verzehr wurde der Schafskopf für etwa drei Stunden gekocht oder dampfgegart und zusammen mit Steckrübenmus und Kartoffeln heiß serviert. In manchen Zubereitungsvarianten wird der Schafskopf nicht sofort gespalten, sondern mit Gehirn gekocht, das nach dem Spalten ausgelöffelt oder entnommen und frittiert wird.
Der Name des Gerichts setzt sich aus den beiden norwegischen Wörtern hove und smale zusammen. Hove ist die Dialektform von hovud, dem norwegischen Wort für Haupt und smale ein Wort für Schaf, so dass sich der Name des Gerichts als Schafskopf übersetzen lässt.

## Verzehrweise
Smalahove ist in neuerer Zeit ein Festmahl und wird mitunter in Restaurants serviert. Es stellt ein traditionelles Vorweihnachtsessen dar. Traditionell wird Smalahove das erste Mal im Jahr im November und das letzte Mal am vierten Advent, dem sogenannten „schmutzigen Sonntag“ (skittensøndag) in Norwegen verspeist.
Eine Portion besteht üblicherweise aus einem halben Schafskopf. Die Ohren und Augen werden meist zuerst verzehrt, da sie die fettreichsten Teile des Kopfes sind und heiß am besten schmecken. Ebenfalls sehr beliebt ist die Zunge. Der Rest des Kopfes wird gewöhnlich, beginnend mit dem Maul, verspeist. Dazu wird das Fleisch Stück für Stück von den Knochen abgelöst und abgeschabt. Zu dem Gericht wird meist Bier oder Akvavit gereicht.

## Rezeption und Wahrnehmung
Smalahove wird oftmals als unappetitlich bis abstoßend angesehen. Das Gericht wird vor allem von enthusiastischen Delikatessenfans geschätzt, oftmals aber auch Touristen serviert. Da es als „extreme“ Speise gilt, übt es auf Letztere meist einen besonderen Reiz aus. Die Gastronomie in der Kommune Voss (Norwegen) und der umgebenden Region profitiert von dem Gericht, da viele Touristen es probieren möchten, nicht nur, weil es als nostalgisches und authentisches ländliches Essen angesehen wird, sondern insbesondere, da es für abenteuerlustige Personen oft eine kulinarische Herausforderung und Trophäe ist. („not only as a nostalgic and authentic rural dish, but also as a challenging culinary trophy appealing to thrill-seeking consumers.“) In Voss wird alljährlich eine Meisterschaft im Smalahovewettessen veranstaltet.

## Rechtsstatus
Seit 1998 ist die Zubereitung von Smalahove, gemäß einer EU-Richtlinie, mit dem Kopf ausgewachsener Schafe verboten, um eine Ansteckung mit Scrapie auszuschließen. Es handelt sich dabei um eine übertragbare, langsam tödlich verlaufende Erkrankung des Gehirns. Obwohl Scrapie nach derzeitigem Wissensstand nicht übertragbar auf den Menschen ist, und es auch noch keinen registrierten Krankheitsfall beim Menschen gab, ist die Zubereitung von Smalahove seitdem nur noch mit Lammköpfen erlaubt.

## Smalahove außerhalb Norwegens

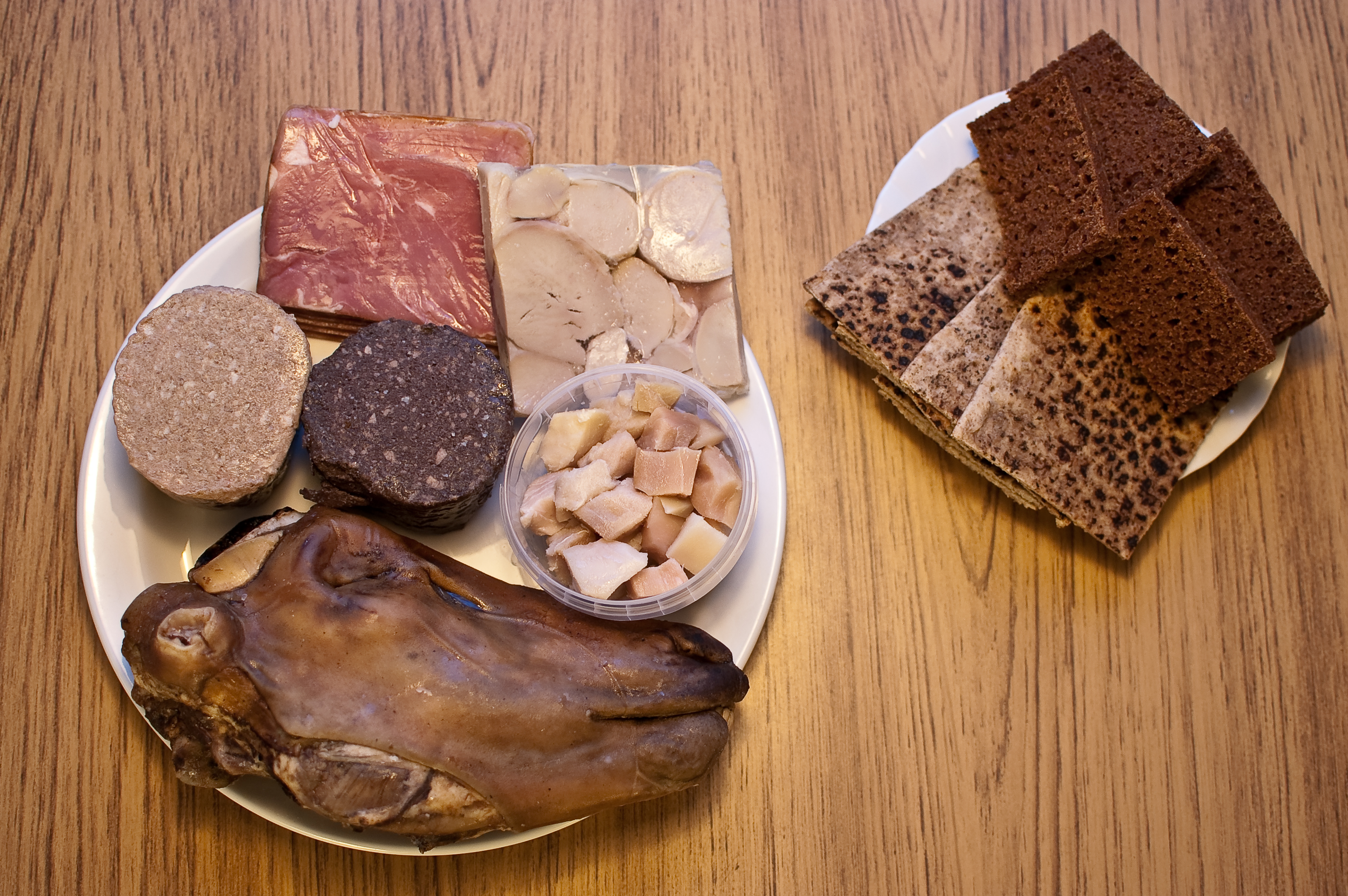
Traditionelles Þorramatur der Isländischen Küche: Svið, Hangikjöt (geräuchertes Lammfleisch), Hrútspungar (gesäuerter Widderhoden), Lifrarpylsa (Lamm-Leberwurst), Blóðmör (Blutpudding) und Hákarl (fermentierter Hai) mit Rúgbrauð (dunkles, süßes Brot) og flatbrauð (Flachbrot)

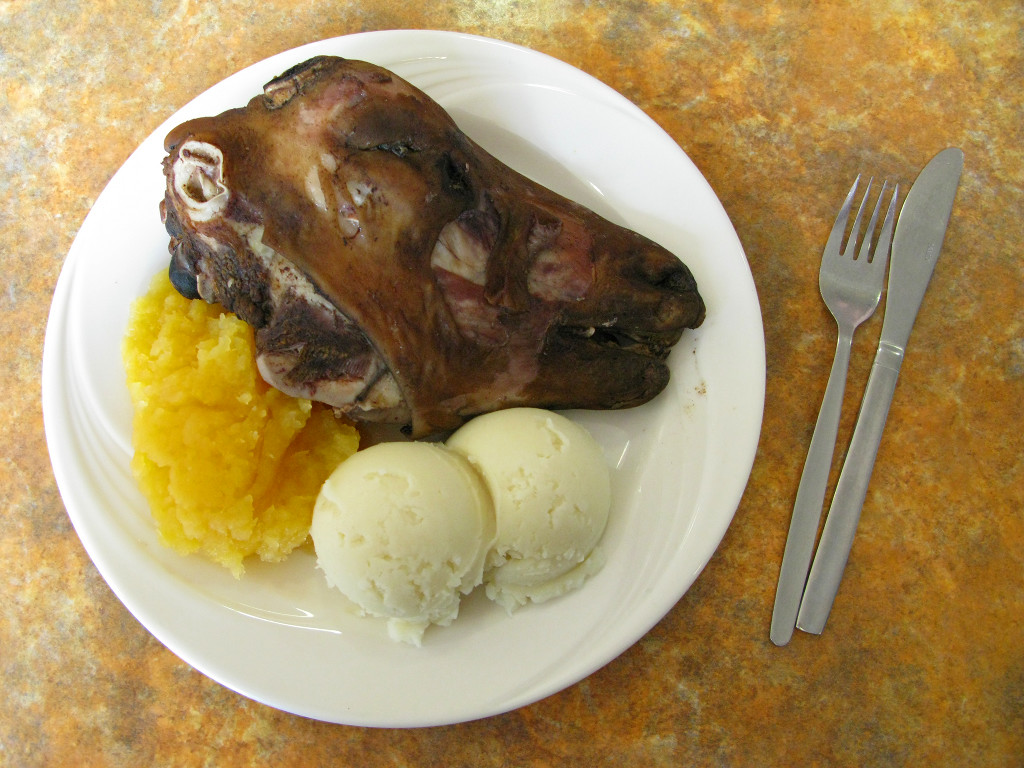
Svið, Isländische Variante des gleichen Gerichts, serviert mit Kartoffelpüree (in Kugelform) und Steckrübenmus

Aufgrund des gleichen Kulturerbes ist das Gericht auch in Island und den Färöern bekannt. Es wird isländisch als Svið und im Färöischen als Seyðahøvd bezeichnet. Die Zubereitung ist sehr ähnlich; der Schafskopf wird abgeflammt und gegrillt, gereinigt, gekocht und gespalten.
In vielen jüdischen, besonders sephardischen (iberisch-jüdischen) und misrachischen (arabisch-jüdischen) Familien, wird gegrillter und gekochter Schafskopf als Hauptgericht zu dem Fest Rosch ha-Schana serviert. Der Kopf, der vorzugsweise von einem Bock sein soll, symbolisiert den Wunsch, tatkräftig zu sein („Möge es dein Wille sein, dass wir zum Kopf und nicht zum Schwanz werden.“) Der Ausdruck Rosch ha-Schana bedeutet eigentlich wörtlich übersetzt Kopf des Jahres, so dass der Schafskopf als Versinnbildlichung des Festes angesehen werden kann.

## Künstlerische Verarbeitung
- In der ersten Episode der ersten Staffel der norwegisch-US-amerikanischen Krimiserie Lilyhammer findet Frank „The Fixer“ Tagliano einen Smalahove auf der Straße.